# 仮面ライダーSD (曲)
「仮面ライダーSD」（かめんライダーエスディー）は、TOMおよび影山ヒロノブのシングル。1992年12月1日に日本コロムビアから発売された（CPDC-119）。

## 概要
表題曲「仮面ライダーSD」は、テレビアニメ『仮面ライダーSD 怪奇!?クモ男』のオープニングテーマとして使用された。カップリングには影山ヒロノブが歌う同作エンディングテーマ「忘れかけた Fairy Tale」が収録されている。
影山ヒロノブは、『電撃戦隊チェンジマン』『光戦隊マスクマン』『鳥人戦隊ジェットマン』など、スーパー戦隊シリーズの楽曲に参加しているが、仮面ライダーシリーズの楽曲は本楽曲と『ウルトラマンVS仮面ライダー』の主題歌「戦うために生まれた戦士」のみである。

## 収録曲
1. 仮面ライダーSD
歌：TOM
  - OVA『仮面ライダーSD 怪奇!?クモ男』オープニングテーマ。
2. 忘れかけた Fairy Tale
歌：影山ヒロノブ
  - OVA『仮面ライダーSD 怪奇!?クモ男』エンディングテーマ。

## 収録アルバム
仮面ライダーSD 音楽集（COCC-10588）
挿入歌とともに、オープニングテーマ「仮面ライダーSD」・エンディングテーマ「忘れかけた Fairy Tale」ともに収録。
影山ヒロノブ エタニティ 20周年記念BOX
エンディングテーマ「忘れかけた Fairy Tale」を収録。